# ديانا دورس
ديانا دورس (ولدت ديانا ماري فلوك؛ 23 أكتوبر 1931 - 4 مايو 1984) ممثلة ومغنية سينمائية إنجليزية.

## روابط خارجية
- ديانا دورس على موقع IMDb (الإنجليزية)
- ديانا دورس على موقع روتن توميتوز (الإنجليزية)
- ديانا دورس على موقع ألو سيني (الفرنسية)
- ديانا دورس على موقع ميوزك برينز (الإنجليزية)
- ديانا دورس على موقع أول موفي (الإنجليزية)
- ديانا دورس على موقع قاعدة بيانات الأفلام السويدية (السويدية)
- ديانا دورس على موقع إن إن دي بي (الإنجليزية)
- ديانا دورس على موقع ديسكوغز (الإنجليزية)
- ديانا دورس على موقع قاعدة بيانات الفيلم (الإنجليزية)
- ديانا دورس على موقع كينوبويسك (الروسية)
- Diana Dors – Diana Dors Memorial Homepage
- Diana Dors' appearance on This Is Your Life
- Diana Dors – Screen Online
- Diana Dors: A Life in Pictures photo gallery at BBC Wiltshire
- Diana Dors:1978 – Archive local news footage at BBC Wiltshire
- Diana Dors interviewed by مايك والاس on The Mike Wallace Interview 9 November 1957